# Bernard Budiansky
Bernard Budiansky (Nova Iorque, 8 de março de 1925 — Lexington, 23 de janeiro de 1999) foi um engenheiro civil e professor de mecânica aplicada, com significativas contribuições em mecânica estrutural.
Recebeu a Medalha Theodore von Karman de 1982 e a Medalha Timoshenko de 1989.